# أفيديك إساهاكيان
أفيديك إساهاكيان (بالأرمنية: Ավետիք Իսահակյան)‏؛ (30 أكتوبر 1875 – 17 أكتوبر 1957) كان شاعر غنائي أرمني وكاتب وناشط سياسي.

## حياته
وُلد إساهاكيان في مدينة كيومري (ألكساندرا بول) بأرمينيا في 1875. تلقى تعليمه في كلية كيفوركيان للاهوت في فاغارشابات (إتشميادزين)، ثم أكمل تعليمه في جامعة لايبتزج، حيث درس الفلسفة وعلم الإنسان. بدأ إساهاكيان عمله الأدبي والسياسي في مطلع شبابه. فعند عودته من لايبتزج في 1895، التحق باللجنة الحديثة العهد حينها في مدينة جيومري (ألكساندرا بول) والتي سُميت الاتحاد الثوري الأرمني. دعم إساهاكيان من خلال أنشطته المجموعات المسلحة وأرسل الدعم المالي لأرمينيا الغربية من كيومري. اعتُقل إساهاكيان في 1896 وقضى سنة في سجن في يريفان.

## معرض صور

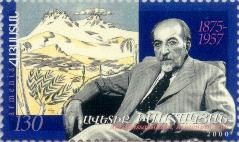
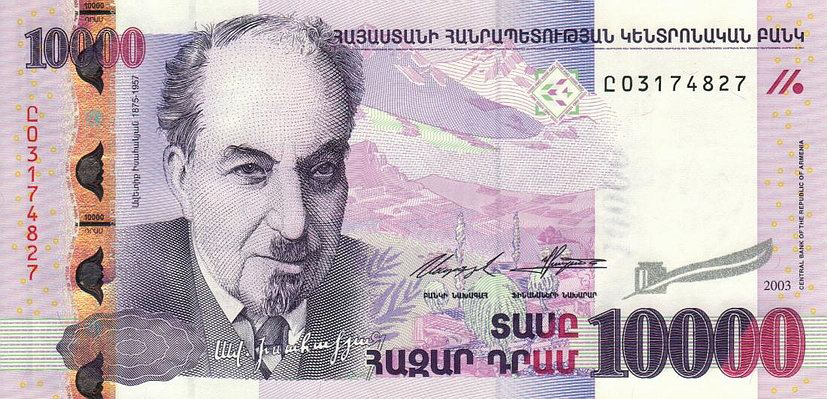
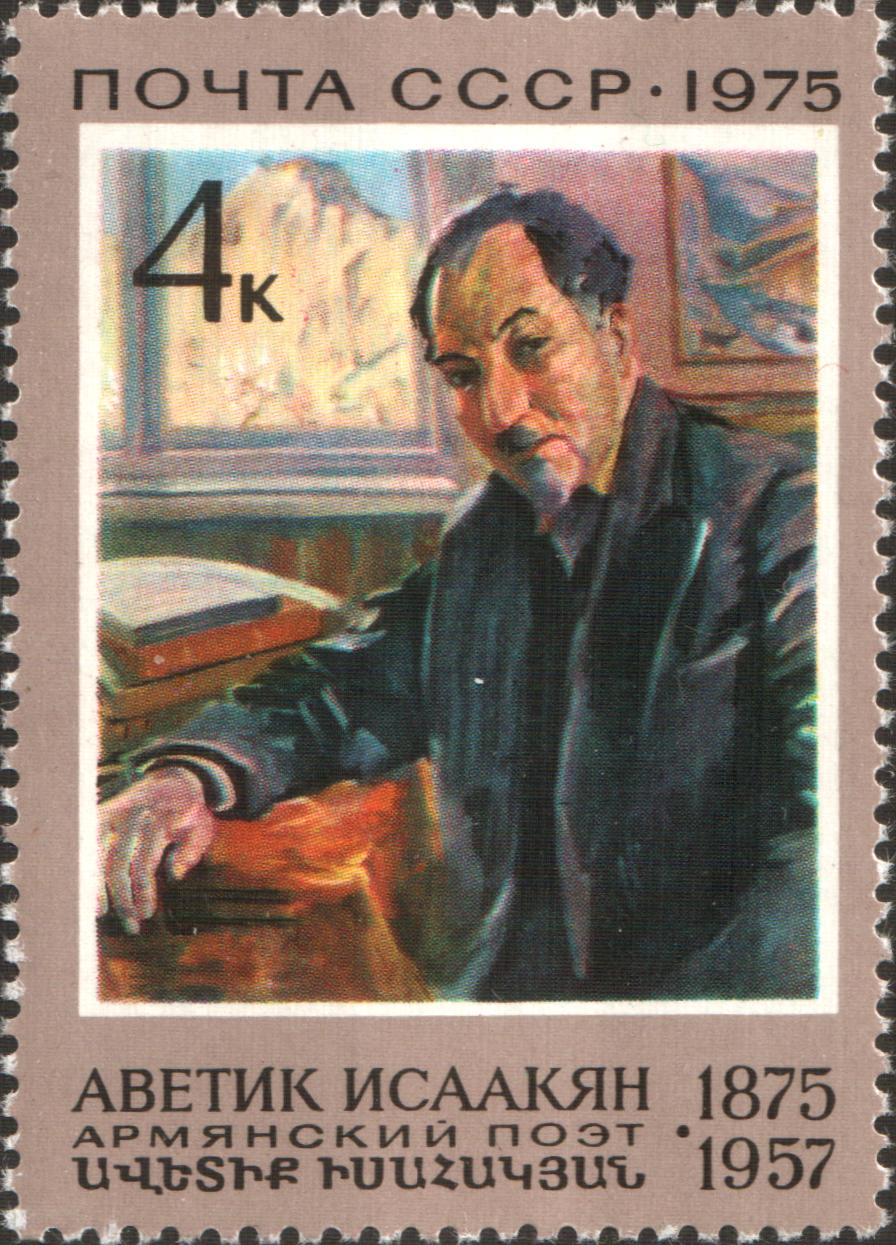

## روابط خارجية
- أفيديك إساهاجيان على موقع مونزينجر (الألمانية)
- أفيديك إساهاجيان على موقع ديسكوغز (الإنجليزية)